# Povl Høst-Madsen
Povl Høst-Madsen (født 10. april 1938,, død 11. december 2021) var en dansk journalist og cand.jur.
I offentligheden var Høst-Madsen formentligt mest kendt som den ene halvdel af Ekstra Bladets humoristiske bagside, Madsen & Madsen, som han skrev sammen med Anders Lund Madsen.
Høst-Madsen og Lund Madsen blev i 1995 hædret med Victorprisen for "deres radikalt fornyende form i oplevelsesjournalistikken, hvor humoren altid er i højsædet."
Høst-Madsen var til sidst folkepensionist.
I 1964 søsatte han sammen med Poul Henningsen forbrugerbladet Tænk, og senere blev han redaktør på Studenterbladet, der var talerør for den revolutionære studenterbevægelse.
På Dagbladet Information var han i årene 1976-1988 både chefredaktør, lederskribent og kriminalreporter.
I 2005 udgav han spændingsromanen Trafficking A/S.